# Dave Jones
Dave Jones (Ilminster, 22 februari 1932 – 1998) was een Britse jazz-klarinettist en baritonsaxofonist.
Jones speelde in de jaren vijftig met de band van Charlie Galbraith. In 1959 werd hij lid van de band van trompettist Kenny Ball, waar hij tot 1965 actief was. Hij speelde mee op alle grote hits van Ball, zoals "Midnight in Moscow". Na zijn tijd bij Ball was Jones freelance-muzikant en werkte hij met of bij onder meer Galbraith, Mike Cotton, Pat Mason, Bill Nile en Acker Bilk. Ook werkte hij mee aan het album "Everybody's in Show-Biz" van de Kinks. Later speelde hij bij Ron Russell (jaren zeventig) en Laurie Chescoe (vanaf eind jaren tachtig).